# Unicorn Rosa Invisible

Normalment per representar la Unicorn Rosa Invisible s'utilitzen imatges d'un unicorn rosat fonent-se suaument amb el blanc de fons, per denotar les peculiaritats rosa i invisible.

La Unicorn Rosa Invisible és la deessa d'una paròdia de religió. La tesi principal d'aquesta creença es relaciona amb el fet que és, paradoxalment, rosa i invisible alhora, essent per tant una sàtira de diverses tesis teistes.
Es considera que realment no hi ha gent que cregui realment en l'existència de la Unicorn, però va ser un fenomen molt popular fer veure que es creia en ella, sobretot en fòrums d'Internet de tendència atea, sobretot com una crítica de les creences religioses i els seus arguments. Aquesta professió de fe subratlla la idea que és força difícil refutar declaracions de creença amb fenòmens que es troben fora de l'abast de la percepció humana.